# Chilotomina moroderi
Chilotomina moroderi is een keversoort uit de familie bladkevers (Chrysomelidae). De wetenschappelijke naam van de soort werd in 1928 gepubliceerd door Manuel Martínez de la Escalera.